# Synagelides gambosa
Synagelides gambosa är en spindelart som beskrevs av Xie L., Yin C. 1990. Synagelides gambosa ingår i släktet Synagelides och familjen hoppspindlar. Inga underarter finns listade i Catalogue of Life.